# Kivi-Kiekki
Kivi-Kiekki eller Kivikiekki är en sjö i Finland. Den ligger i kommunen Kuhmo i den ekonomiska regionen  Kehys-Kainuu  och landskapet Kajanaland, i den östra delen av landet, 500 km nordost om huvudstaden Helsingfors. Kivi-Kiekki ligger 224,8 meter över havet. Den är 9 meter djup. Arean är 1,47 kvadratkilometer och strandlinjen är 13,63 kilometer lång. Sjön  ingår i Uleälvens huvudavrinningsområde.   
I övrigt finns följande i Kivi-Kiekki:
- Karansaari (en ö)